# ولاء ثروت
ولاء ثروت (1960-) هو لاعب شطرنج مصري، مثل مصر في أولمبياد الشطرنج عام 2006 في المركز الأول، وحصل على 3 من 6. تأهل لكأس العالم للشطرنج عام 2009، حيث هزمه فوغار غاشيموف في الجولة الأولى.

## روابط خارجية
- ولاء ثروت على موقع الاتحاد الدولي للشطرنج (الإنجليزية)
- ولاء ثروت على موقع مباريات الشطرنج (الإنجليزية)
- ولاء ثروت على موقع 365Chess.com (الإنجليزية)
- ولاء ثروت على موقع Chesstempo.com (الإنجليزية)
- ولاء ثروت سجل أولمبياد الشطرنج على موقع OlimpBase.org (الإنجليزية)